# Vivo d’Orcia
Vivo d’Orcia ist ein Ortsteil (Fraktion, italienisch frazione) von Castiglione d’Orcia in der Provinz Siena, Region Toskana in Italien.

## Geografie
Der Ortsteil liegt ca. 8 km südlich des Hauptortes Castiglione d’Orcia, ca. 48 km südöstlich der Provinzhauptstadt Siena, ca. 98 km südöstlich der Regionalhauptstadt Florenz und ca. 160 km nordwestlich der italienischen Hauptstadt Rom im Orciatal an den nördlichen Ausläufern des Berges Monte Amiata bei 870 Höhenmetern und hatte 2001 ca. 600 Einwohner. 2017 waren es 532 Einwohner. Er damit der größte Ort im Gemeindegebiet von Castiglione d’Orcia. Nächstgelegener Ort ist Campiglia d’Orcia (Ortsteil von Castiglione d’Orcia), ca. 5 km nordöstlich gelegen. Im Süden grenzt Vivo d’Orcia an Abbadia San Salvatore (ca. 7 km). Im Ortsgebiet entspringt der Fluss Vivo, der über den Ente in den namensgebenden Fluss Orcia einfließt.

## Geschichte

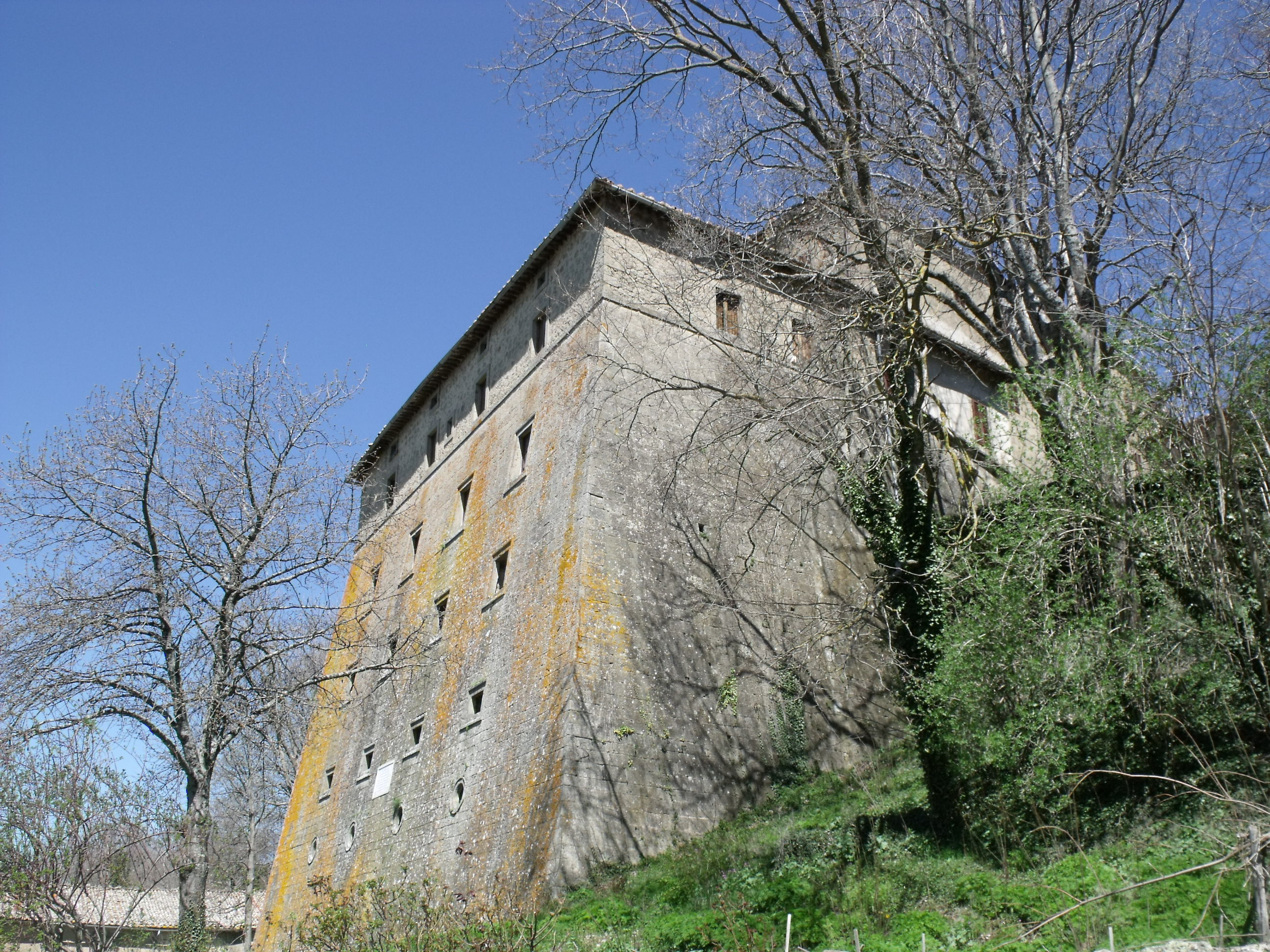
Der Palazzo Cervini

Der Ort entstand um die Eremitage Eremo di San Benedetto, die im Jahr 1015 von den Kamaldulensern gegründet wurde. Das Gebiet wurde von Arrigo I. an den Gründer der Kamaldulenser, Romuald, im Jahr 1003 geschenkt. Die Eremitage liegt heute unterhalb des bewohnten Borgo. 1338 wurde das Eremo durch die seneser Familie Salimbeni zerstört. 1460 wurde der Ort in Dokumenten von Papst Pius II. erwähnt (Commentari, Lib. IX). In der ersten Hälfte des 16. Jahrhunderts gelangte der Ort als Schenkung von Papst Paul III. an die Familie Cervini aus Montepulciano, die die Eremitage in einen Palazzo umgestalteten. Zudem legten sie Mühlen, Eisen- und Kupferverarbeitende Werkstätten und Ölpressanlagen an, was zu einem Bevölkerungsaufschwung führte. Die Ländereien der Cervini befanden sich unter dem Namen Casette (auch Caselle) im Gemeindegebiet von Abbadia San Salvatore und nahe dem Eremo del Vivo am heutigen Hauptort. Sie wurden 1867 zusammengeführt unter dem heutigen Ortsnamen. Seit dem 7. Juli 1867 ist Vivo d’Orcia Ortsteil von Castiglione d’Orcia. Ab 1895 entstand das Aquädukt Acquedotto del Vivo (auch Acquedotto di Siena).

## Sehenswürdigkeiten

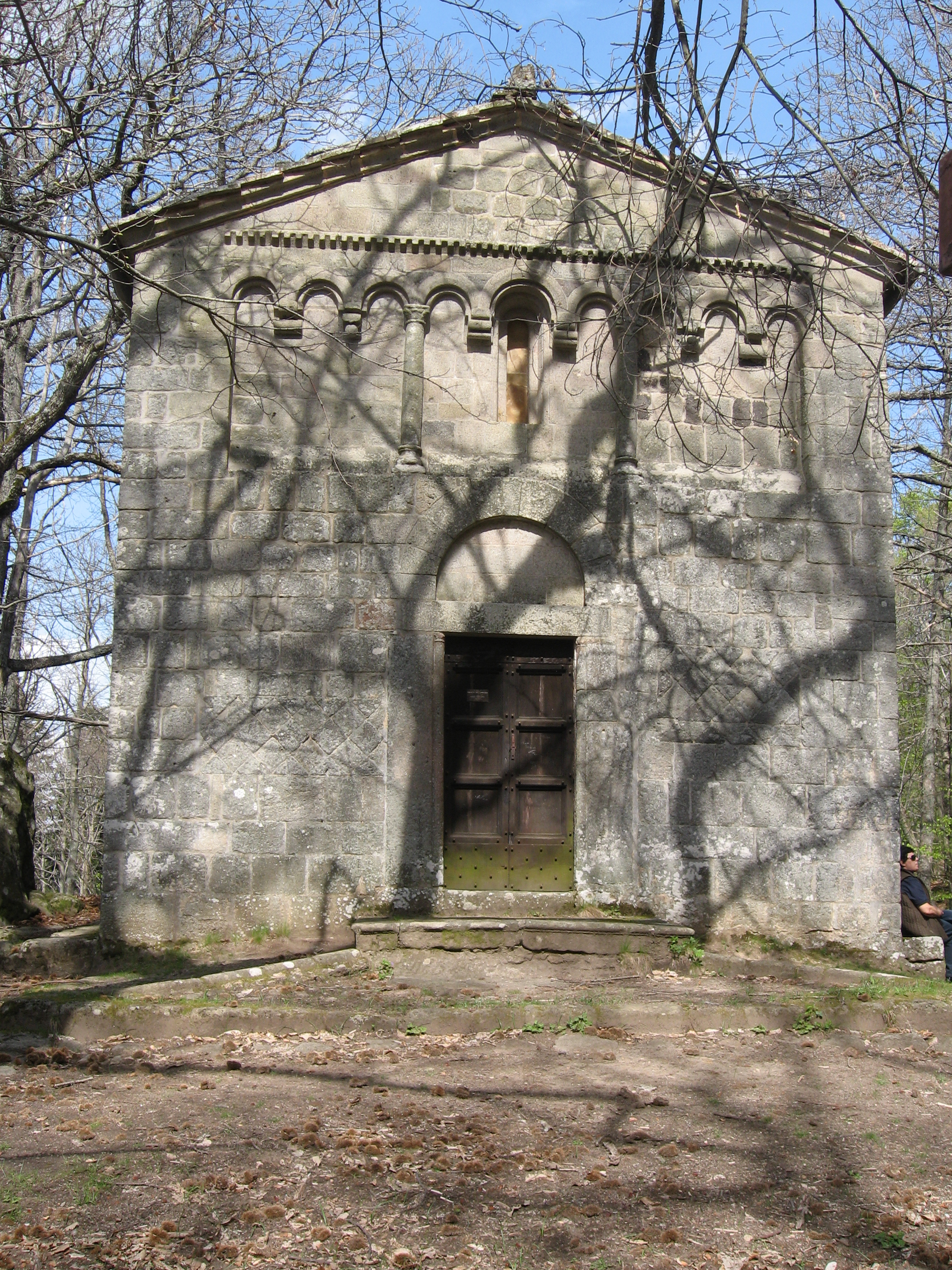
Oratorio di San Benedetto (auch Ermicciolo genannt)

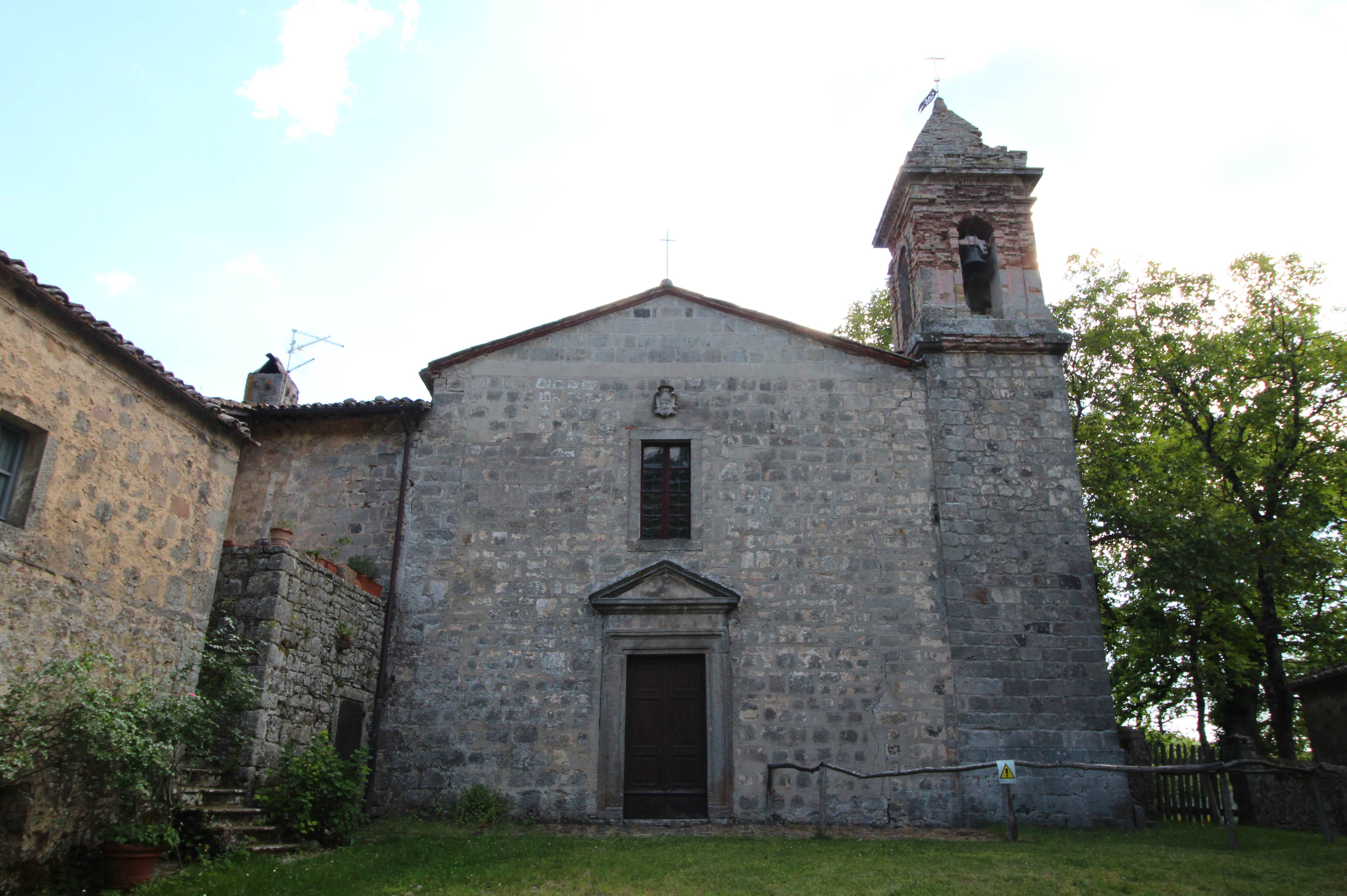
Die Kirche Pieve di San Marcello

- Oratorio di San Benedetto (auch Ermicciolo genannt), Oratorium im romanischen Stil in den Wäldern um Vivo d’Orcia gelegen, ist wahrscheinlich erster Sitz des Eremo del Vivo gewesen.[9]
- Palazzo Cervini (Eremo Camaldolese di Contea, auch Eremo di San Benedetto genannt, Teil des Eremo del Vivo). Wurde als Eremitage der Kamaldulenser 1015 gegründet und 1338 von der seneser Familie der Salimbeni zerstört.[7] Um 1517[10] (oder 1534) wurde aus der Eremitage der Palazzo Cervini gestaltet, wahrscheinlich von Antonio da Sangallo der Jüngere.[1]
- Pieve di San Marcello, 1726 konsekrierte Pieve, die dem Papst  Marcellus II. (Marcello Cervini) gewidmet ist. Enthält ein Tafelgemälde (Madonna del Rosario) aus dem Jahr 1793.[6][11] Gehörte zunächst zur Diözese Chiusi und Pienza, dann ab 1772 zum Bistum Montalcino (heute Erzbistum Siena-Colle di Val d’Elsa-Montalcino).[4]
- Sorgenti dell’Ermicciolo, Ausgangspunkt des Acquedotto del Vivo (Acquedotto di Siena) am Torrente Vivo.[12]